# تور (گرافیک)

یک طرح بندی صفحه توری (نشان داده شده در خطوط سفید) تشکیل شده از یک سری از متقاطع عمودی و افقی خطوط شبکه. متن (محتوا) بخشی از این شبکه نیست. محتوای متن در این صفحه چپ چین شده و فاصله‌های سمت راست و پایین بین بخشها یکسان است. این سبک چینش ممکن است برای چندین صفحه با محتوای متفاوت به صورت یکسان اعمال شود و برعکس ممکن است یک نوع محتوی چند سبک متفاوت داشته باشد.

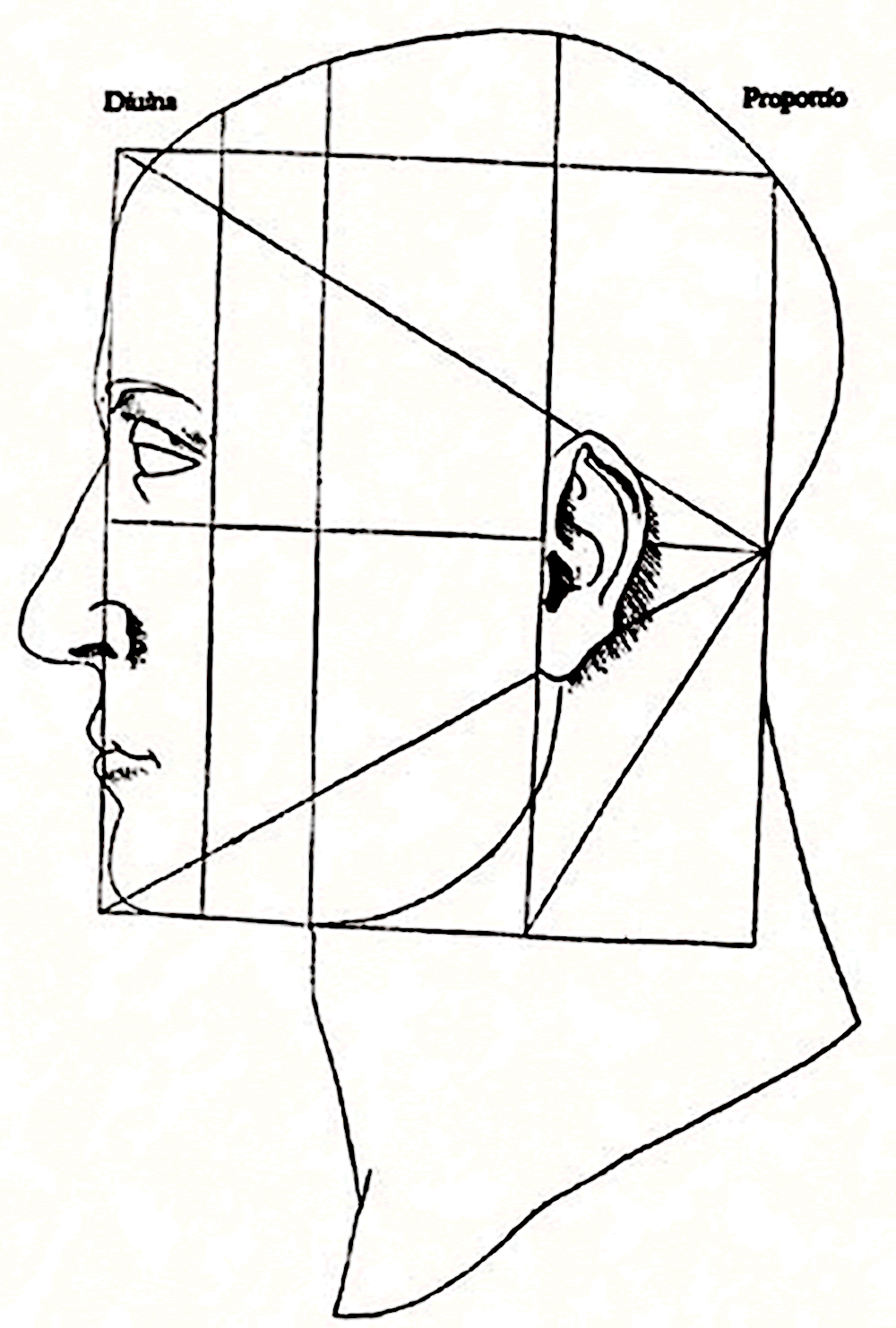
یک تور که بر روی یک تصویر (به جای یک صفحه) با استفاده از افزودن خطوط اضافی زاویه دار به خطوط راهنمای نسبت اعمال شده‌است.

در طراحی گرافیک، یک تور (گرید، مشبک، تورینه) ساختاری (معمولاً دو بعدی) است که از یک سری از خطوط متقاطع مستقیم (عمودی، افقی و زاویه ای) یا منحنی جهت ساختار دهی به محتوا استفاده شده‌است. تور به عنوان یک آرماتور یا چارچوب به کار می‌رود به گونه ای که یک طراح می‌تواند به کمک آن عناصر گرافیکی (تصاویر ،حروف، پاراگرافها) را به صورت منطقی و قابل فهم از هم تفکیک کند. یک تور می‌تواند برای سازماندهی ارتباط عناصر گرافیکی با یک صفحه، ارتباط با دیگر عناصر گرافیکی در صفحه یا ارتباط با بخش‌های دیگر از همان عنصر گرافیکی یا شکل مورد استفاده قرار گیرد.
اصطلاح کمتر متداول شده «تور مرجع» یک موضوع نامربوط به این بحث است که ریشه در دوران اولیه صنعت چاپ دارد.

## تاریخچه

### سوابق
قبل از اختراع چاپ سربی در دوره قرون وسطی در متون لاتین از استاندارد خاصی جهت تقسیم‌بندی صفحه کاغذی برای تنظیم چینش دست نوشته‌ها استفاده می‌شد که به آن نمودار ویلارد می‌گفتند.

### تکامل تور مدرن
پس از جنگ جهانی دوم تعدادی از طراحان گرافیک از جمله مکس بیل، ژوزف مولر بروکمن و امیل رودر تحت تأثیر ایده‌های مدرن یان شیکولد در مقاله Die neue Typographie (تایپوگرافی جدید) قرار گرفته و شروع به تحقیق در مورد نحوه ارتباط عناصر در طرح بندی صفحه متداول آن دوران نمودند. آن‌ها شروع به ابداع یک سیستم انعطاف‌پذیر نمودند که قادر بود به طراحان جهت رسیدن به انسجام در سازماندهی صفحه کمک کند. نتیجه این تحقیق طراحی یک تور مدرن چاپی بود که تبدیل به سبک تایپوگرافی بین‌المللی شد. پژوهش ابتدایی روی موضوع، در مقاله سیستمهای توری در طراحی گرافیک نوشته مولربروکمن، به فراگیر شدن استفاده از تور ابتدا در اروپا و سپس در آمریکای شمالی کمک نمود.

### واکنش و ارزیابی مجدد
در اواسط 1970s دستورالعمل‌های تایپوگرافی توری به حالت استاندارد درآمد و به عنوان بخشی از تدریس طراحی گرافیک در اروپا و آمریکای شمالی و بسیاری از کشورهای آمریکای لاتین در نظر گرفته شد. سبک گرافیکی توری در مکاتبات اداری پذیرفته شد. در اوایل 1980s جبهه گیریهایی در برابر همه گیر شدن تور، به ویژه استفاده کورکورانه و تقلیدی و وابستگی فرهنگ اداری به آن روی داد که باعث شد بعضی از طراحان استفاده از تور را رها کرده و به دنبال ساختار بکرتری باشند. با ظهور کامپیوتر‌های اپل مکینتاش و انتقال نقش تعیین نوع حروف نوشتار از تایپوگراف‌ها به طراحان، که دیگر خودشان می‌توانستند این کار را به راحتی انجام دهند، موجی از دستاوردهای جدید به وجود آمد که بیشترشان برخلاف دستورالعمل‌های پیشین شیکولد و مولر براکمن بودند. امروزه تایپو گرافی توری همچنان مورد توجه و تدریس است، اما بیشتر به صورت یک ابزار سودمند برای برخی از پروژه‌ها، و نه مثل سابق به عنوان نقطه آغاز برای همه طراحی‌های صفحاتی که می‌خواهند انجام شوند.

### استفاده از تور در طراحیوب سایت
در حالی که سیستم‌های توری پیش از این دوران اهمیت خود را در رسانه‌های چاپی پشت سر گذاشته‌اند، توانسته‌اند با جلب توجه توسعه دهندگان دوباره تجدید حیات بکنند. ابتدا چارچوبهای طراحی وب سایت از HTML و CSS بهره می‌بردند و سپس چارچوب‌های جدیدتری متداول شدند که از صفحه آرایی مبتنی بر تور استفاده می‌کنند. برخی از سیستم‌های توری از عناصر با عرض ثابت بر مبنای پیکسل استفاده می‌کنند، و برخی از آن‌ها شناور هستند به این معنی که آن‌ها اندازه عناصر صفحه را با وحدهای نسبی مانند درصد تعیین می‌کنند به جای اینکه از واحدهای مطلق مانند پیکسل یا نقطه استفاده کنند.
همچنین بعضی از چارچوب‌های CSS وجود دارند که سیستم توری مختص به خود را دارند. مانند:
- بوت استرپ
- بنیاد ZURB
- چارچوب آبشاری

## نرم‌افزار
اکثر نرم‌افزارهای نشر رومیزی و نرم‌افزارهای نشر حرفه ای و سایر نرم‌افزارهای اداری شامل واژه پردازها امکان نمایش صفحه به صورت تور را به عنوان یک گزینه انتخابی برای کاربران ارائه می‌دهند.